# St. Laurentius (Großenried)

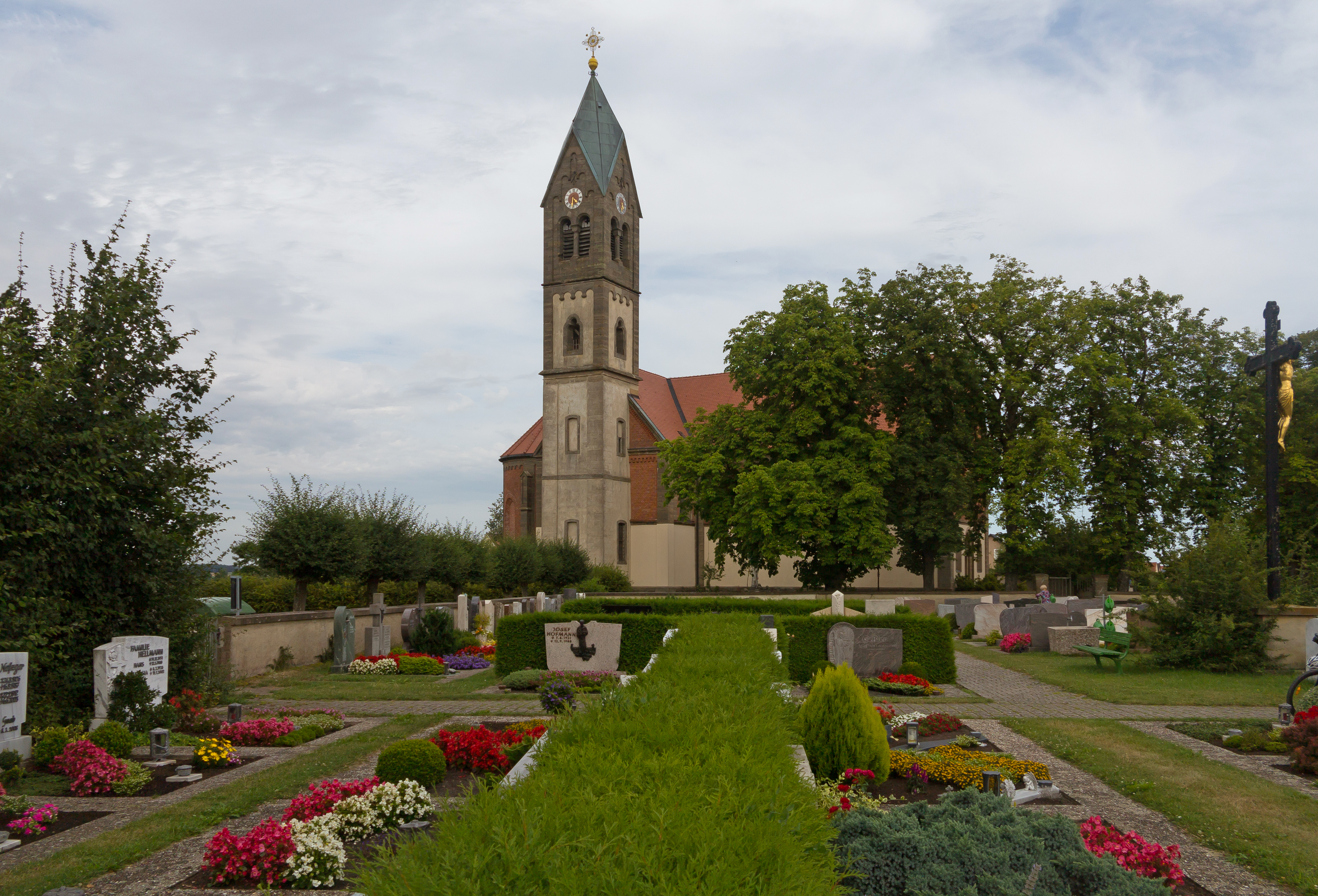
St. Laurentius (Großenried)

Die römisch-katholische Pfarrkirche St. Laurentius ist eine denkmalgeschützte Kirche in Großenried, einem Gemeindeteil des Marktes Bechhofen im Landkreis Ansbach (Mittelfranken, Bayern). Das Bauwerk ist unter der Denkmalnummer D-5-71-115-24 als Baudenkmal in der Bayerischen Denkmalliste eingetragen. Die Pfarrei gehört zum Pfarrverband Burgheide im Dekanat Herrieden des Bistums Eichstätt.

## Beschreibung
Die geostete Saalkirche wurde 1886/88 durch den Anbau eines neuen Langhauses an der Südseite des alten Langhauses und eines neuen eingezogenen Chors mit halbrundem Abschluss an der Nordseite zur neuromanischen Kreuzkirche erweitert. Die beiden unteren Geschosse des Kirchturms im Westen sind im Kern mittelalterlich. Er wurde 1886/88 aufgestockt und mit einem Rhombendach bedeckt. Sein oberstes Geschoss beherbergt die Turmuhr und hinter den als Biforien gestalteten Klangarkaden den Glockenstuhl. Im alten, eingezogenen Chor der alten Saalkirche befindet sich jetzt die Sakristei. 
Zur Kirchenausstattung gehören mehrere hölzerne Statuen, u. a. eine um 1480 entstandene Mondsichelmadonna. Die Orgel wurde 1887 von Joseph Bittner gebaut.